# Sistema ticonico

Schema del sistema ticonico. Gli oggetti su orbite blu (la Luna e il Sole) ruotano attorno alla Terra, mentre gli oggetti su orbite arancioni (Mercurio, Venere, Marte, Giove e Saturno) orbitano attorno al Sole; il tutto è circondato dalla sfera delle stelle fisse.

Il sistema ticonico (o ticoniano) fu un modello del sistema solare proposto nel 1588 dall'astronomo danese Tycho Brahe, che creò nuova strumentazione astronomica e fece le osservazioni più accurate mai fatte prima dell'invenzione del telescopio.
Per quanto riguarda il moto relativo dei pianeti fra loro e rispetto al Sole il sistema ticonico è completamente equivalente al sistema eliocentrico. Esso, inoltre, corrispondeva alle osservazioni astronomiche meglio del sistema copernicano.
Col suo sistema Tycho ottenne i "benefici matematici" del sistema eliocentrico copernicano e contemporaneamente soddisfò le esigenze filosofiche e "fisiche", che avevano motivato il sistema geocentrico aristotelico-tolemaico.

## Caratteristiche
Si tratta fondamentalmente di una commistione tra il modello geocentrico e il modello eliocentrico. La Terra è collocata immobile al centro dell'Universo; attorno ad essa orbitano la Luna e il Sole, intorno al quale orbitano gli altri cinque pianeti allora conosciuti (Mercurio, Venere, Marte, Giove e Saturno).
Il sistema ticonico presuppone un sostanziale abbandono della fisica aristotelica e tolemaica, come appare ad esempio dall'intersezione dei deferenti di Marte e del Sole (si veda il diagramma), in contrasto con la nozione che i pianeti fossero disposti su sfere concentriche rigide. Tycho e i suoi seguaci fecero rivivere l'antica filosofia naturale stoica, in quanto essa ipotizzava cieli fluidi, che potessero accettare orbite intersecantesi. Da questo punto di vista il sistema di Tycho Brahe era più moderno di quello di Copernico, che ancora postulava l'esistenza di sfere cristalline, anche se centrate sul Sole e non sulla Terra come aveva ipotizzato Tolomeo. 
Si osservi che Tycho escludeva anche la rotazione terrestre, ma la maggior parte degli astronomi, che adottarono modelli analoghi prima di lui (Eraclide, Capella, ecc.) o dopo (ancora nel sedicesimo secolo Nicolaus Reimers Baer, tradotto in latino "Ursus", (1551–1600) e Helisaeus Roeslin (1545-1616) e nel secolo successivo Longomontano e molti altri), preferirono accettare la rotazione terrestre ed escludere la rotazione del firmamento. Il modello esatto di Tycho si dice geo-statico, gli altri geo-rotazionali o semi-ticonici. Secondo lo storico della scienza Stillman Drake l'adozione del modello geo-rotazionale fu probabilmente favorita dalla scoperta del ciclo annuale delle macchie solari (Francesco Sizzi, 1613), difficilmente spiegabile nel modello geostatico.
Il sistema ticonico è perfettamente equivalente al sistema copernicano per quanto riguarda l'osservazione dei moti relativi della Terra, del Sole e dei pianeti. I due sistemi, infatti, descrivono uno stesso sistema fisico osservato da due diversi sistemi di riferimento in moto relativo fra loro. Anche dal punto di vista della meccanica i due sistemi possono essere riconciliati in base al Principio di relatività generale del moto introdotto da Albert Einstein. I due sistemi, invece, differiscono fra loro per quanto riguarda l'osservazione della parallasse delle stelle e dell'aberrazione della luce, a meno di ipotizzare che anche le stelle si muovano solidalmente col Sole.

## Precursori del modello ticonico

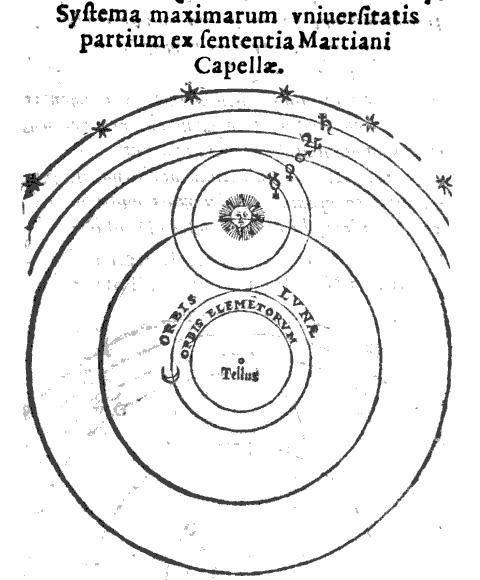
Il sistema di Marziano Capella

Il sistema ticonico fu parzialmente prefigurato da Marziano Capella (IV – V secolo), che nel suo trattato descrisse un sistema in cui Mercurio e Venere ruotavano attorno al Sole, il quale a sua volta orbitava intorno alla Terra, attorno alla quale orbitavano anche i pianeti esterni. L'idea, in realtà, sembra essere già stata proposta quasi otto secoli prima da Eraclide Pontico. Nel IX secolo Giovanni Scoto Eriugena, uno dei più importanti studiosi dell'epoca carolingia, propose che anche Marte e Giove orbitassero attorno al Sole.
Niccolò Copernico, che citò la teoria di Capella, il cui trattato era diffusissimo nel medioevo, menzionò la possibilità di un'estensione in cui anche tutti e tre i pianeti esterni fossero in orbita attorno al Sole.
Questa idea era già stata anticipata alla fine del XV secolo da Nilakantha Somayaji, matematico e astronomo della Scuola del Kerala in India. Egli aveva ipotizzato un sistema geo-eliocentrico in cui tutti i pianeti orbitavano intorno al Sole, che a sua volta ruotava attorno alla Terra.
Mentre un collegamento fra Tycho e astronomi indiani è improbabile, l'astronomo danese potrebbe essere stato stimolato, oltre che da Copernico, anche da Paul Wittich, matematico ed astronomo della Slesia (1546-1586), propositore del modello di Capella;.
L'importanza di Tycho Brahe, quindi, non sta nel modello da lui promosso, ma consiste nel fatto che per la prima volta nella storia egli affrontò sistematicamente il compito di dirimere una questione di cui i suoi predecessori discettavano senza avere né cercare di raccogliere dati osservativi dotati di una precisione e numerosità adeguata per risolverla. Lo sviluppo di strumentazione e metodologie per l'osservazione astronomica qualificano Tycho Brahe come il primo scienziato moderno.

## La controversia sulla distanza e dimensione delle stelle

Systema mundi Tychonicum : secundum celeberrimorum astronomorum Tychonis de Brahe et Io. Baptistae Riccioli S.I. hypotheses concinnatum, in Johann Homann, Grosser Atlas uber die gantze Welt, Nurnberg, 1716.

Nel modello ticonico le stelle sono disposte su una sfera con centro sulla Terra e distanza molto limitata dalle orbite planetarie. Tycho Brahe, infatti, aveva cercato di misurare il diametro angolare delle stelle maggiori ottenendo valori
dell'ordine del minuto d'arco. Ne dedusse che le stelle dovevano trovarsi a una distanza limitata perché se le stelle fossero poste a grande distanza le loro dimensioni reali avrebbero dovuto essere mostruosamente più grandi di quella del Sole. Ciò forniva un argomento per escludere il modello copernicano: se la Terra fosse stata in moto e le stelle vicine, la loro posizione nella volta celeste avrebbe dovuto modificarsi nel corso della rivoluzione annuale della Terra per la diversità del punto di vista (parallasse stellare).
A questa obiezione rispose Galileo nel suo Sidereus Nuncius attribuendo la dimensione radiale stellare, rilevata da Tycho a un effetto ottico, di cui, però, non poté precisare la causa.

Un disco di Airy realizzato tramite un modello computerizzato.

Il problema tuttavia si ripresentò ingrandito con l'utilizzo del telescopio a causa di un effetto di diffrazione delle onde luminose causato dal bordo del foro: il diametro dell'immagine stellare risultava inversamente proporzionale all'apertura del telescopio (ma questo lo si capì molto dopo) e cresceva con il suo ingrandimento. Il disco non sembrava un fenomeno spurio perché il suo diametro era maggiore se la stella era più luminosa e ciò lo rendeva più verosimile. Viceversa se la luce era attenuata inserendo un mezzo poco trasparente l'immagine si riduceva. Nel 1720 anche la rapida scomparsa e ricomparsa di una immagine stellare durante il suo occultamento dalla Luna fu utilizzato da Edmund Halley per suggerire che la dimensione angolare vera fosse molto inferiore al diametro del disco, dimostrando così la natura spuria dell'immagine. Solo nel 1835, tuttavia, venne scoperta l'origine di questa immagine circolare, indicata successivamente come disco di Airy, dal nome dell'astronomo George Airy che la interpretò matematicamente.
Galileo stesso si convinse che le immagini stellari non erano puntiformi e l'argomento di Tycho Brahe fu utilizzato nel corso del XVII secolo dagli astronomi anticopernicani, fra cui Simon Marius e Giovanni Riccioli; quest'ultimo sviluppò una metodologia per la misura del diametro stellare attraverso l'uso del telescopio da cui dedusse che nei sistemi eliocentrici le stelle sarebbero dovute essere grandi almeno quanto l'orbita terrestre, una dimensione ritenuta allora inverosimile anche perché la dimensione del Sole veniva sottostimata.

## Fortuna del modello

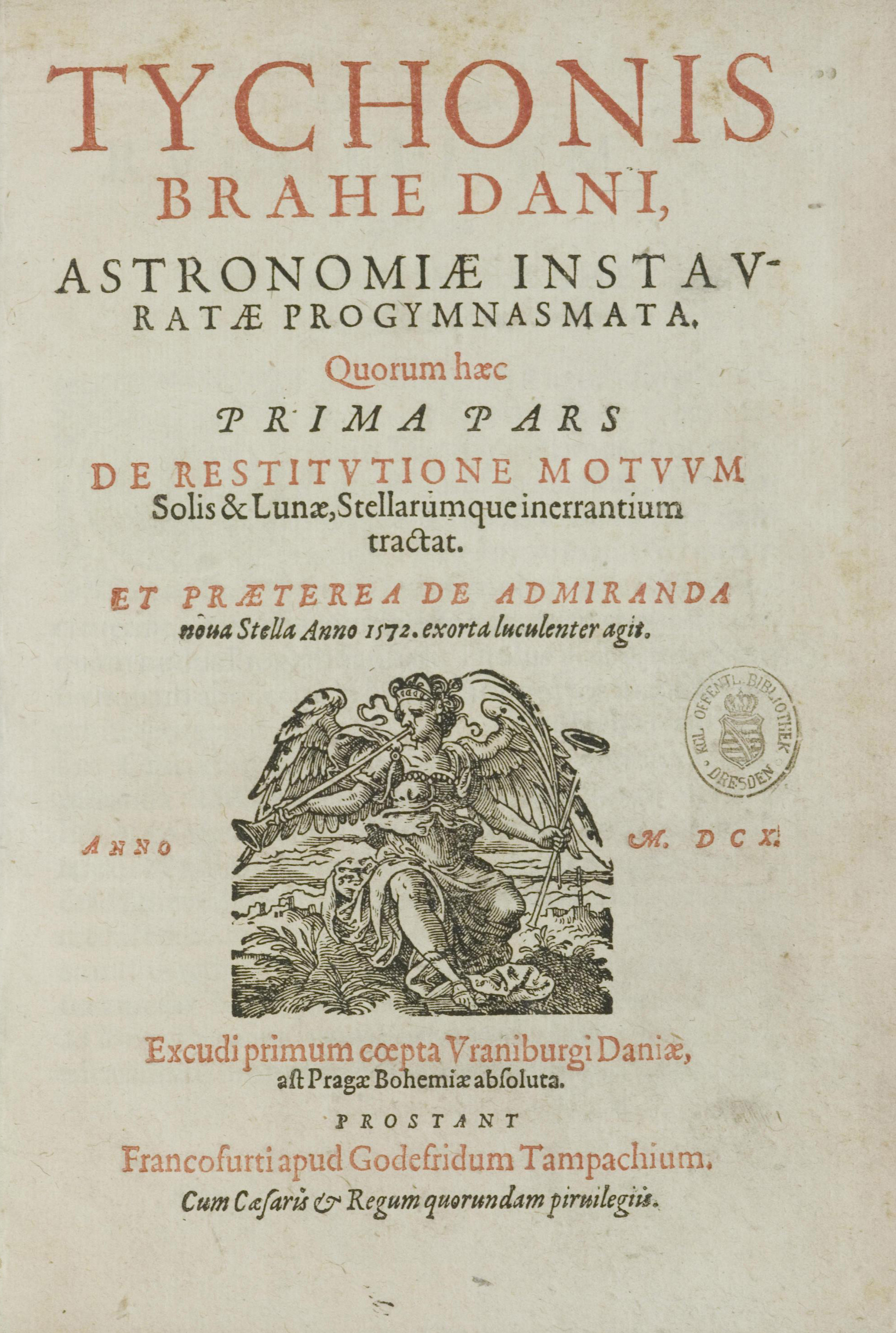
Frontespizio dell'edizione del 1610 dell'opera di Tycho Brahe Astronomiae Instauratae Progymnasmata

Dopo le osservazioni di Galileo Galilei delle fasi di Venere nel 1610, la maggior parte degli astronomi fu costretta ad abbandonare il sistema tolemaico, optando inizialmente per quello ticonico o sue varianti. Un esempio di queste varianti è il sistema di Giovanni Battista Riccioli, che sostenne che Marte ruotava attorno al Sole come Venere e Mercurio, ma mantenne che Giove e Saturno ruotassero attorno alla Terra.
Alcuni gesuiti come Clavius, Christoph Grienberger, Christoph Scheiner e Odo van Maelcote, che furono in stretto contatto con Galileo, furono efficaci promotori del modello ticonico anche all'interno della Chiesa Cattolica, che lo "adottò" nel periodo tra il 1611 e il 1620.
Il sistema di Tycho (nella versione geo-rotazionale) fu diffuso anche da un libro scritto da Longomontano, un suo ex-collaboratore a Uraniborg. Il suo libro, Astronomia Danica, che venne pubblicato nel 1622 e ristampato nel 1640 e ancora nel 1663, presentava in modo completo e definitivo i dati e le teorie di Tycho, morto improvvisamente nel 1601.
Il sistema ticonico risultava filosoficamente più intuitivo di quello Copernicano, perché rafforzava il diffuso concetto che riteneva il Sole e i pianeti mobili, e la Terra ferma in accordo con l'esperienza immediata. In aggiunta,  gli avversari del copernicanesimo facevano riferimento alla "confutazione" di Tycho Brahe, secondo cui il moto eventuale della Terra attorno al Sole dovrebbe essere rivelato dalla possibilità di osservare la parallasse stellare, che, invece, non poté essere rilevata fino al 1838 da Bessel a motivo delle carenze strumentali dell'epoca.
Un certo consenso verso il sistema ticonico rimase per una certa parte degli studiosi, dal tardo sedicesimo e fino all'inizio del diciottesimo secolo, specialmente nei paesi cattolici, appoggiato tra l'altro da una copiosa produzione di testi favorevoli al sistema ticonico scritti da gesuiti, che lo diffusero sino in Cina; tra questi Ignace Pardes, che nel 1691 affermava come il sistema fosse sempre più comunemente accettato e Francesco Blanchinus che nel 1728 ripeteva la medesima affermazione. Si trattava, tuttavia, di un'adesione sempre meno convinta e motivata soprattutto da ragioni di principio. Accettazione, come alternativa preferibile al copernicanesimo, dovuta al fatto che soddisfaceva la necessità (per chi seguiva il magistero cattolico, come avveniva nell'area italiana e belga) di una sintesi accettabile tra religione e moderne osservazioni, viceversa nelle regioni protestanti come Germania. Olanda e Inghilterra , il sistema ticonico scomparve dalla letteratura ben prima e perse il consenso man mano che si sviluppava la conoscenza della dinamica. La pubblicazione dei Discorsi e dimostrazioni matematiche intorno a due nuove scienze attinenti la meccanica e i moti locali (Galileo 1638) pose le basi per rendere accettabile a tutti il fatto che la Terra potesse veramente muoversi a grandissima velocità nello spazio senza che ne seguissero sconvolgimenti apocalittici sulla superficie terrestre.
Ruggiero Giuseppe Boscovich, gesuita astronomo e fisico (1711-1787), per compensare il problema dottrinale e di obbedienza al decreto del Santo Uffizio del 1616, con le sempre maggiori implicazioni della fisica newtoniana nella definizione del sistema solare, arrivò a scrivere rifacendosi al sistema copernicano «E non ci è lecito abbracciare quella teoria in quanto condannata un tempo qui a Roma dalla sacra autorità... ... La quiete della Terra in quanto rivelata nelle sacre scritture deve essere completamente accolta» per cui come compromesso affermò che la Terra fosse ferma e tutto seguisse il modello ticonico in uno spazio "assoluto" mentre la fisica newtoniana fosse valida in uno spazio "relativo".
Le scoperte dell'aberrazione della luce stellare da parte di James Bradley (1729) e il rilevamento della parallasse stellare da parte dell'astronomo pontificio Eustachio Manfredi (1730), effettuato verificando la scoperta di Bradley, confermarono anche a quegli studiosi che non avevano ancora accettato il modello eliocentrico, che la Terra si muove intorno al Sole; dopo di ciò il sistema di Tycho cadde definitivamente in disuso presso gli scienziati.

## Il modello neo-ticonico

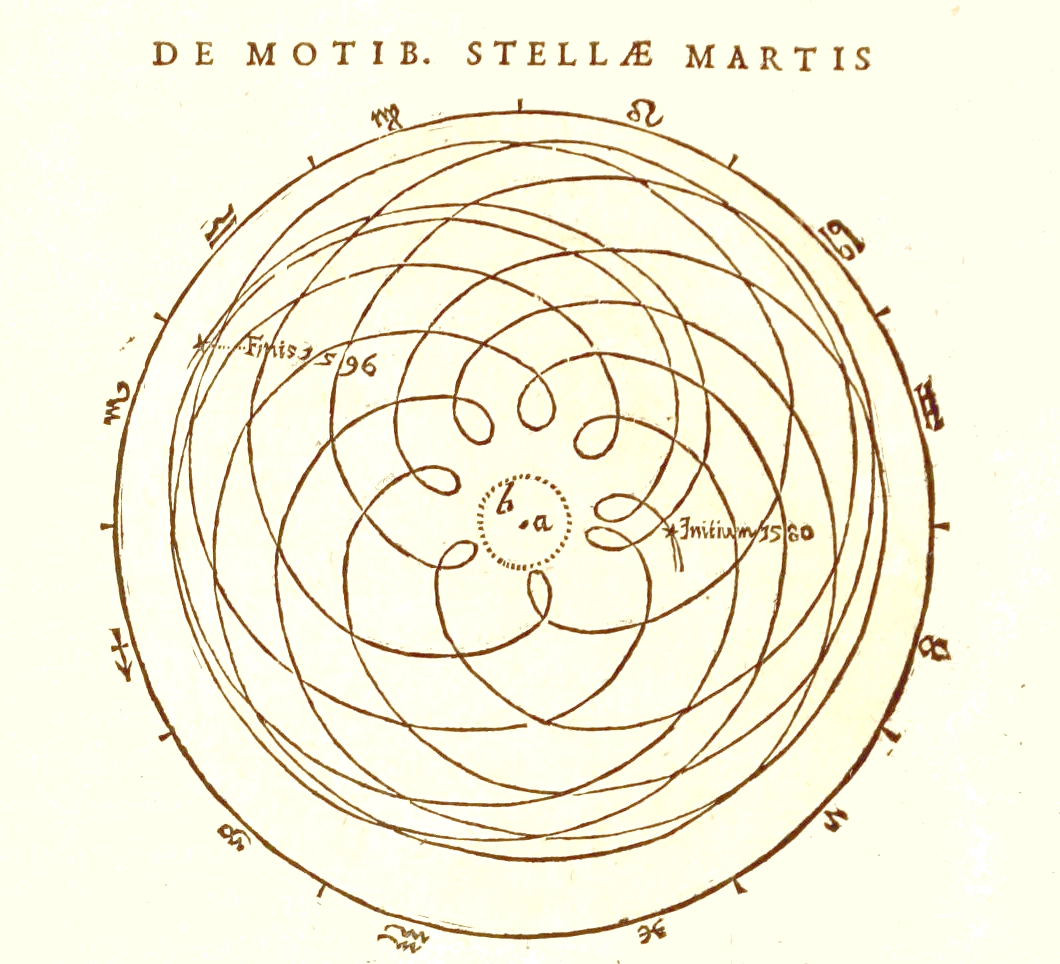
La complicata e aperiodica traiettoria di Marte, disegnata da Keplero utilizzando i dati di Tycho, per il modello in cui la terra e' ferma e al centro dell'universo

Dopo la morte di Tycho nel 1601, Keplero usò le osservazioni dello stesso Tycho per dimostrare che le orbite dei pianeti sono ellissi e non cerchi, ed inserì questa scoperta nel sistema detto eliocentrico o copernicano.  Nel 1609 Keplero pubblicò Astronomia nova in cui, osservando la traccia del percorso apparente di Marte dall'anno 1580 al 1596 utilizzando i dati che Tycho che aveva pubblicato, giudicava la traiettoria risultante del pianeta troppo complicata ed impossibile da giustificarsi secondo leggi fisiche sensate.
Nulla vietava, però, che tale innovazione fosse inserita anche nel sistema ticonico e, infatti, l'astronomo francese Jean-Baptiste Morin pubblicò nel 1650 una versione semplificata delle Tavole Rudolfine, ottenuta con un modello ticonico ad orbite ellittiche.
Tycho credeva che le stelle ruotassero attorno alla Terra, ma se fosse esattamente così non esisterebbe la parallasse stellare, che tuttavia all'epoca di Tycho non era stata ancora scoperta. Se però le stelle ruotassero attorno al Sole la parallasse del sistema geocentrico combacerebbe perfettamente con quella del sistema eliocentrico. Questo viene definito "modello Neo-Ticonico".
Nell'era moderna, i pochi che ancora sostengono il geocentrismo usano il sistema neo-ticonico con orbite ellittiche e utilizzano l'esperimento di Michelson e Morley come prova che la Terra è immobile.

## Modello ticonico e modello tolemaico
Il modello ticonico e la sua equivalenza col modello copernicano permettono di comprendere meglio in quale modo il modello tolemaico potesse descrivere correttamente il moto dei pianeti. Se, infatti, nel modello tolemaico si assegnano al deferente o all'epiciclo il raggio e il periodo dell'orbita solare e all'altro circolo i parametri del moto planetario attorno al Sole si ottiene proprio il sistema ticonico.
Tra gli astrologi, inoltre, il sistema ticonico andava a confermare che la prospettiva geocentrica su cui costoro continuavano a basarsi, era perfettamente equivalente a quella eliocentrica.
La combinazione deferente/epiciclo, inoltre, può descrivere correttamente orbite ellittiche. Sommando, infatti l'equazione dei due cerchi in forma parametrica si ottiene l'equazione parametrica di un'ellisse il cui semiasse maggiore è la somma dei due raggi mentre il semiasse minore ne è la differenza (cfr. la voce epiciclo e deferente). L'eccentricità, già rilevata da Apollonio di Perga e da Tolomeo, richiede di spostare la Terra in uno dei fuochi, collocazione equivalente nel sistema ticonico alla collocazione kepleriana del Sole in un fuoco. Infine la collocazione del centro del cerchio deferente a metà strada fra la posizione della Terra e quella del punto equante rispecchia il fatto che il centro dell'ellisse si trova proprio a metà distanza fra i due fuochi. Le prime due leggi di Keplero, quindi, sono contenute nello schema tolemaico pur di sceglierne adeguatamente i parametri.